# Dillatronic
Dillatronic è una raccolta postuma del produttore hip hop statunitense J Dilla, pubblicata nel 2015. Curata dalla madre del produttore, la compilation è incentrata sulle influenze musicali elettroniche dell'artista.
| Recensione | Giudizio |
| ---------- | -------- |
| AllMusic   | [ 1 ]    |
| HipHopdX   | [ 2 ]    |
| Now        | [ 3 ]    |
| Pitchfork  | [ 4 ]    |
| PopMatters | [ 5 ]    |

## Tracce
Musiche di J Dilla.
1. Dillatronic 01 – 3:06
2. Dillatronic 02 – 2:23
3. Dillatronic 03 – 1:04
4. Dillatronic 04 – 2:04
5. Dillatronic 05 – 1:03
6. Dillatronic 06 – 1:10
7. Dillatronic 07 – 2:23
8. Dillatronic 08 – 2:13
9. Dillatronic 09 – 2:35
10. Dillatronic 10 – 1:36
11. Dillatronic 11 – 2:22
12. Dillatronic 12 – 0:40
13. Dillatronic 13 – 2:16
14. Dillatronic 14 – 1:33
15. Dillatronic 15 – 2:44
16. Dillatronic 16 – 2:28
17. Dillatronic 17 – 2:09
18. Dillatronic 18 – 0:52
19. Dillatronic 19 – 2:47
20. Dillatronic 20 – 2:39
21. Dillatronic 21 – 0:46
22. Dillatronic 22 – 2:31
23. Dillatronic 23 – 0:59
24. Dillatronic 24 – 0:45
25. Dillatronic 25 – 0:41
26. Dillatronic 26 – 1:45
27. Dillatronic 27 – 0:47
28. Dillatronic 28 – 1:09
29. Dillatronic 29 – 1:58
30. Dillatronic 30 – 0:57
31. Dillatronic 31 – 1:14
32. Dillatronic 32 – 1:38
33. Dillatronic 33 – 2:01
34. Dillatronic 34 – 1:26
35. Dillatronic 35 – 1:48
36. Dillatronic 36 – 2:42
37. Dillatronic 37 – 1:25
38. Dillatronic 38 – 0:28
39. Dillatronic 39 – 1:03
40. Dillatronic 40 – 0:19
41. Dillatronic 41 – 3:15